# Стайко Трифонов
Стайко Колев Трифонов е български историк, специалист по нова българска история, националноосвободителното движение и съдбата на българите в Тракия, Македония и Северна Добруджа.

## Биография
Роден е на 3 февруари 1949 г. в с. Търговище, Сливенско. Завършва средно образование в Стара Загора През 1967 г. През същата година е приет да следва във Философско-историческия факултет на Софийския университет „Св. Климент Охридски“. През 1973 г. завършва история започва работа като асистент в катедра История на България. От 1979 г. е доктор по история, през 1985 г. става доцент, през 1996 г. доктор на историческите науки, а от 1997 г. е професор по нова българска история в Историческия факултет на СУ.
През 1986 г. става Секретар е на Българското историческо дружество. През 1990 г. е избран за заместник-председател на Съюза на тракийските дружества в България и за председател на Тракийския научен институт.
Умира на 11 март 1999 г. в София. През 2009 г. от приятели на Трифонов е публикуван паметен сборник „Толерантният националист“ посветен на него.